# Lepeophtheirus tenuis
Lepeophtheirus tenuis is een eenoogkreeftjessoort uit de familie van de Caligidae. De wetenschappelijke naam van de soort is voor het eerst geldig gepubliceerd in 1889 door Leidy.